# پوردیم
پوردیم شهری در استان پلون کشور بلغارستان است که جمعیت آن در سال ۲۰۰۱ میلادی ۲٬۱۸۹ نفر بوده‌است.